# Fred Wright Lake
Fred Wright Lake är en sjö i provinsen British Columbia i Kanada. Den ligger på Kwinageese River, 25 kilometer uppströms från flodens utlopp i Nass River. Fred Wright Lakes yta är 386 hektar och ligger 597 meter över havet.